# Sintel (empresa)
Sistemas de Instalaciones de Telecomunicaciones, S.A., coneguda com a Sintel, va ser una empresa espanyola especialitzada en el muntatge de sistemes de telefonia que es va fundar el 1975 com a societat anònima subsidiària al 100% del grup d'empreses de Telefónica, aleshores de gestió pública. Les seves activitats van arribar a generar una facturació de 62.000 milions de pessetes anuals i va arribar a tenir una plantilla d'al voltant de 4.000 persones, amb filials que s'estenien per Espanya, Amèrica Llatina, el nord d'Àfrica i Sud-àfrica.
En el context de la política de reformes econòmiques i de privatitzacions del sector industrial públic espanyol que es va dur a terme als anys 1990, l'empresa es va vendre al 1996 a MasTec, una empresa privada participada pels Mas Canosa, una controvertida família de l'exili cubà i instal·lada a Miami. Aquesta polèmica operació va anar seguida per un deteriorament econòmic de l'empresa que, segons els sindicats, tenia l'origen en les greus irregularitats per part dels propietaris i directius, així com en l'actitud de la direcció de Telefónica. L'increment de la conflictivitat laboral va desembocar en la suspensió de l'activitat de l'empresa la primavera del 2000, després de l'impagament de les nòmines mensuals i la presentació d'un ERO que afectava prop de 900 treballadors.

## L'"efecte Iguazú"
Aquestes circumstàncies i la resolució dels sindicats de donar-les a conèixer van aconseguir un ressò mediàtic suficient per repercutir en l'opinió pública, el conegut com a cas Sintel. Va tenir especial repercussió després de dur a terme accions inusuals com l'ocupació durant 187 dies del madrileny Passeig de la Castella, una de les principals vies de la ciutat, amb l'anomenat "Campament de l'Esperança".
El conflicte social va forçar finalment a la intervenció el 2001 del Govern espanyol, presidit per José María Aznar, a instàncies d'una resolució presentada per Esquerra Unida i aprovada de manera unànime pel Parlament Espanyol. Després de diversos mesos de negociació es va arribar a un acord amb els representants que preveia una indemnització econòmica per als treballadors i l'oferta de recol·locació d'uns quants centenars de treballadors en altres empreses de Telefónica.
El documental El efecto Iguazú, dirigit per Pere Joan Ventura i amb música de Manu Chao, descriu l'experiència de la lluita dels treballadors per donar a conèixer la seva situació i va ser guardonat amb un premi Goya l'any 2003. Per la seva part, el director Paul Adolfo Dufour reflexiona sobre el cas i fa una crida a no oblidar "aquesta lluita" al seu documental titulat Nosotros, que va guanyar un premi com a Millor Pel·lícula Documental dins de la secció "Tiempo de Historia" de la SEMINCI.